# (235281) 2003 UV17
(235281) 2003 UV17 è un asteroide della fascia principale. Scoperto nel 2003, presenta un'orbita caratterizzata da un semiasse maggiore pari a 3,1497373 au e da un'eccentricità di 0,2277870, inclinata di 26,10250° rispetto all'eclittica.
L'asteroide era stato inizialmente battezzato 235281 Jackwilliamson, in onore dello scrittore statunitense Jack Williamson, ma la denominazione è stata successivamente abrogata.